# Rhipsalis burchellii
Rhipsalis burchellii là một loài thực vật có hoa trong họ Cactaceae. Loài này được Britton & Rose miêu tả khoa học đầu tiên năm 1923.

## Hình ảnh

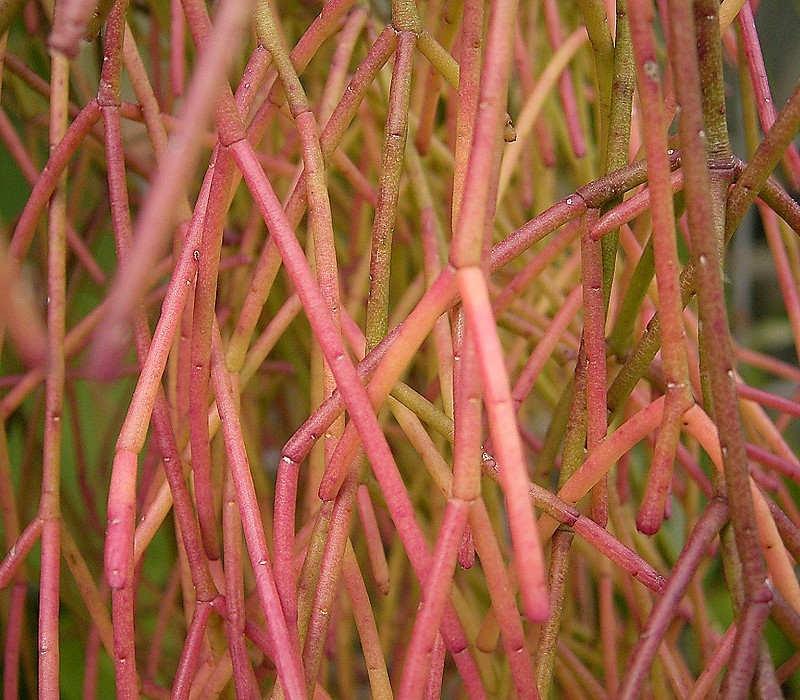